# Maya (serie televisiva)
Maya  è una serie televisiva statunitense in 18 episodi trasmessi per la prima volta nel corso di una sola stagione dal 1967 al 1968. Segue al film del 1966 Maya. È una serie d'avventura incentrata sulle vicende di un ragazzo alla ricerca del padre nella giungla indiana.

## Trama
Dopo la scomparsa del padre nella giungla indiana, il ragazzo statunitense Terry Bowen si reca in India alla sua ricerca. qui incontra un ragazzino del luogo, Raji, che si unisce a lui con il suo elefante Maya. Maya diventa il principale mezzo di trasporto di Terry e Raji, oltre a fornire aiuto quando i due sono in pericolo.

## Personaggi e interpreti
- Terry Bowen (18 episodi, 1967-1968), interpretato da Jay North.
- Raji (18 episodi, 1967-1968), interpretato da Sajid Khan.
- Kana (2 episodi, 1967-1968), interpretata da P. Jairaj.
- Ang (2 episodi, 1967-1968), interpretato da Bimal Raj.
- Jank Bahadur (2 episodi, 1967), interpretato da Iftekhar.
- Chanru (2 episodi, 1967), interpretato da Gajanan Jagirdar.
- Akbar (2 episodi, 1967), interpretato da I.S. Johar.
- Krishna (2 episodi, 1967), interpretata da Zul Vellani.

## Produzione
La serie, ideata da Hans J. Salter, fu prodotta da King Brothers Productions e MGM Television e da Frank King, che aveva anche prodotto il film del 1966, Maya. e girata quasi interamente in esterni a Srinigar in India. Le musiche furono composte da Hans J. Salter. È caratterizzata dalle interpretazioni di diversi attori indiani come Iftekhar, Prem Nath e I.S. Johar.

### Sceneggiatori
Tra gli sceneggiatori sono accreditati:
- Norman Katkov in 3 episodi (1967-1968)
- Stirling Silliphant in 3 episodi (1967)

## Distribuzione
La serie fu trasmessa negli Stati Uniti dal 16 settembre 1967 al 10 febbraio 1968 sulla rete televisiva NBC. In Italia è stata trasmessa con il titolo Maya.
Alcune delle uscite internazionali sono state:
- negli Stati Uniti il 16 settembre 1967 (Maya)
- in Francia il 25 gennaio 1970
- in Finlandia (Maya)
- in Italia (Maya)

## Episodi
| Stagione       | Episodi | Prima TV USA |
| -------------- | ------- | ------------ |
| Prima stagione | 18      | 1967-1968    |